# Ritiro compensato
Il ritiro compensato è la proprietà di alcuni calcestruzzi (shrinkage compensating concrete), betoncini e malte cementizie confezionati con cemento espansivo, costituito da cemento Portland opportumanete additivato con prodotti espansivi, che determina, durante la fase di idratazione e presa, un aumento di volume che va a compensare la successiva contrazione finale dovuta al ritiro fisiologico del materiale a base cementizia, evitando, o almeno minimizzando, il conseguente fenomeno fessurativo. 

## Storia
I primi cementi espansivi, che si sono iniziati a sviluppare in Russia e in Francia hanno sfruttato come agente espansivo l'ettringite.

Infatti negli anni '40, Lossier miscelò il cemento Portland con additivi a base di solfato di calcio e alluminati di calcio nonché loppa d'altoforno con le funzioni di stabilizzatore dell'espansione.

Dalla reazione chimica tra alluminati (presenti anche nel cemento Portland) e solfati si forma l'ettringite che in questo caso non ha carattere distruttivo poiché si forma quando il calcestruzzo non è ancora indurito (ettringite primaria).

## Agenti espansivi
Gli agenti espansivi più comunemente utilizzati sono l'ossido di calcio CaO o alternativamente un ossido misto di calcio e magnesio (Ca,Mg)O. 

## Funzionamento
Come è noto, le fessure prodotte dal ritiro igrometrico rappresentano uno dei principali problemi che interessano le strutture in cemento armato in quanto sono spesso causa di precoce degrado e perdita di funzionalità.

Infatti attraverso le fessure penetrano all'interno della struttura agenti aggressivi come l'anidride carbonica e i cloruri, che possono così promuovere una rapida corrosione delle armature metalliche, e i solfati che invece degradano la matrice cementizia.

Inoltre la presenza di fessure compromette l'aspetto estetico dell'opera.

Nel restauro di strutture in calcestruzzo degradato (ed in genere quando si interviene su calcestruzzi già induriti) si possono utilizzare prodotti a base cementizia (malte o calcestruzzi).

Se si utilizzasse un materiale cementizio tradizionale, il suo ritiro igrometrico troverebbe una opposizione nel sottostante calcestruzzo esistente il quale ha già scontato in precedenza ogni ritiro.

Tale opposizione determina l'insorgere di tensioni di trazione, che se superano la resistenza meccanica del nuovo materiale e/o le forze di adesione tra il nuovo e vecchio materiale in corrispondenza della superficie di contatto, causa l'insorgere di fessurazioni e/o distacco dal substrato.

L'impiego di calcestruzzi o malte a ritiro compensato è il metodo più efficace per contrastare la formazione di fessure dovute al ritiro igrometrico.

Questa tecnica si basa su un'espansione volumetrica che viene indotta nel calcestruzzo.

L'espansione volumetrica è causata dalla reazione chimica tra l'agente espansivo e l'acqua.

L'effetto espansivo si produce in tempi brevi e comunque prima che inizino a manifestarsi le contrazioni legate al ritiro igrometrico (primi 2-7 giorni di vita del calcestruzzo).

In questo modo l'espansione opportunamente contrastata dalla presenza di vincoli di varia natura (dal calcestruzzo esistente, dalle armature, ecc.) determina una coazione di compressione tale che al presentarsi del ritiro igrometrico riesce a compensare le autotensioni di trazioni prodotte dalla contrazione evitando così l'insorgere delle lesioni del conglomerato.

Le armature da ritiro devono essere posizionate all'interno della struttura di calcestruzzo in modo tale da garantire un contrasto il più possibile uniforme nei confronti dell'espansione.

## Entità dell'espansione
Stimato il valore del ritiro igrometrico finale del calcestruzzo, utilizzando ad esempio le formule presenti nella letteratura tecnica o tratte da documenti normativi come, la UNI EN 1992-1-1 (Eurocodice 2) e all'Appendice B o il D.M. 14/01/08 al par. 11.2.10.6, si deve valutare il valore dell'espansione indotta al fine di garantire al calcestruzzo l'assenza di formazione di fessure.
Tale espansione inizialmente deve essere maggiore o, al limite uguale al ritiro igrometrico. 
Comunque, un'espansione iniziale inferiore al valore del ritiro finale è in genere sufficiente a garantire l'assenza di fessure da ritiro igrometrico a patto che le autotensioni di trazione che si sviluppano una volta che le contrazioni da ritiro superano in valore assoluto l'espansione iniziale siano inferiori alla resistenza a trazione del materiale. 

## Tipi di cemento espansivo
Attualmente le norme americane identificano tre tipologie di cementi espansivi, in funzione degli additivi utilizzati, costituiti da una miscela di cemento Portland e:
- solfoalluminato tetracalcico - solfato di calcio - ossido di calcio;
- alluminati di calcio;
- alluminato tricalcico - solfato di calcio;

## Utilizzi e tecniche applicative
Materiali a ritiro compensato sono utilizzati in special modo:
- nei ripristini volumetrici delle strutture degradate in calcestruzzo armato: vanno a sostituire il calcestruzzo ammalorato che viene rimosso;
- negli inghisaggi;
- in tutti i casi nei quali si presenta l'esigenza di limitare al minimo il fenomeno del ritiro.

A seconda degli utilizzi, i materiali cementizi a ritiro compensato  possono essere:
- malte tixotropiche da applicare a spruzzo o a cazzuola;
- malte o calcestruzzi colabili in casseri;
- boiacca superfluida a base di cemento da utilizzare per iniezioni utili per sanare difetti interni al calcestruzzo, quali nidi di ghiaia, o superficiali (fessurazioni) non penetrabili con la malta.

## Progettazione
Attualmente non esistono norme nazionali o europee in merito alle modalità di progettazioni di membrature (strutturali e non) interamente realizzate utilizzando il calcestruzzo a ritiro compensato.

Per chiarimenti in merito si può far riferimento alla norma americana ACI 223R-98.

## Normativa
- UNI 8148-2008 - Agenti espansivi non metallici per impasti cementizi - Determinazione dell'espansione contrastata del calcestruzzo.
- ACI 223R-98 - Standard Practice for the use of shrinkage compensating concrete - ACI Manual of Concrete Practice, Detroit, MI.